# HD 149632
HD 149632，又名BD+17 3053，SAO 102259、HR 6169，是一颗恒星，视星等为6.41，位于銀經34.18，銀緯37.56，其B1900.0坐标为赤經16h 30m 57.3s，赤緯+17° 37.56′ 48″。